# Voie d'essai du métro aérien suspendu de Châteauneuf-sur-Loire
La voie d'essai du métro aérien suspendu de Châteauneuf-sur-Loire est une ligne expérimentale de transport guidé de type monorail située à Châteauneuf-sur-Loire  dans le département du Loiret, en région Centre-Val de Loire en France.
La voie d'essai, d'une longueur de 1 370 m, construite en 1959, est aujourd'hui détruite. Elle a été mise en place pour accueillir le métro suspendu développé par la société anonyme française d'études de gestion et d'entreprises (Safège).

## Géographie

Plan de la voie d'essai

La voie d'essai a été établie sur des terrains appartenant à l'entreprise Baudin Chateauneuf, à 1,5 km au nord-est du centre-ville de Châteauneuf-sur-Loire (Loiret). La ligne longeait la voie ferroviaire reliant Orléans à Gien.

## Histoire
La construction de la voie a commencé en 1959.
Une délégation américaine venue de San Francisco (Californie) et menée par son maire George Christopher, a assisté aux premiers essais en février 1960,. Dans un second temps, des délégations allemande, canadienne, italienne et mexicaine assistent à des essais sur le site, suivies, en juin 1960, d'une délégation japonaise, puis anglaise.
Le maire de Calcutta (Inde) est présent sur le site le 21 janvier 1961, suivi, en mars 1961, d'une délégation de l'Union soviétique, puis en 1962 de Marc Jacquet, ministre des Transports dans le second gouvernement du Premier ministre Georges Pompidou qui assistent à leur tour à des essais à Châteauneuf-sur-Loire. Le secrétaire du parti communiste soviétique, Nikolaï Podgorny, visite les installations en 1964.
Le métro suspendu fait la une de la revue mensuelle française Techniques et sciences municipales en décembre 1966.

## Description
La voie d'essai, d'une longueur de 1 370 m, est soutenue par 136 potences construites en acier, béton et bois. Les piles sont éloignées de 30 m les unes des autres.
La poutre creuse, dont la face inférieure est ouverte pour permettre la fixation de la suspension, guide le métro et repose, par l'intermédiaire de suspentes, à des poteaux ou à des arcs. À l'intérieur de la poutre se trouvent les voies de roulement en bois lamellé qui supportent les bogies, l'alimentation en électricité et le système de signalisation.
La voie d'essai se compose d'une partie de son système de roulement placée à l’abri des intempéries et d'une partie qui ne l'est pas ainsi que d'un système d'aiguillage.

## Culture
La voie d'essai a servi de décor au film de François Truffaut Fahrenheit 451, sorti en 1966.
Un photo du monorail est visible dans le film L'Instinct de mort, première part du diptyque Mesrine, sortie en 2008.